# Albert Gottfried Dietrich
Albert Gottfried Dietrich (* 8. November 1795 in Danzig; † 22. Mai 1856 in Berlin) war ein preußischer, deutscher Botaniker. Sein offizielles botanisches Autorenkürzel lautet „A.Dietr.“

## Biografie
Albert Gottfried Dietrich wurde am 8. November 1795 in Danzig geboren.
Er war Kustos am Botanischen Garten Berlin und Lehrer an der Gärtner-Lehranstalt Schöneberg. Zusammen mit Christoph Friedrich Otto war er Herausgeber des Blatts Allgemeine Gartenzeitung (1833–1856).
Am 22. Mai 1856 starb er im Alter von 60 Jahren in Berlin.

## Werke
- Terminologie der phanerogamischen Pflanzen ..., 1829
- Flora regni borussici, 1833–1844
- Allgemeine Naturgeschichte und specielle Zoologie für Pharmaceuten und Mediciner. Enslin, Berlin 1842. (Digitalisierte Ausgabe der Universitäts- und Landesbibliothek Düsseldorf)
- Beschreibung einiger neuen schönblühenden Canna, Canna Warszewiczii. In: Allgemeine Gartenzeitung – Eine Zeitschrift für Gärtnerei und alle damit in Beziehung stehenden Wissenschaften. In Verbindung mit den tüchtigen Gärtnern und Botanikern des In- und Auslandes. Band 19, Nr. 37, 1851, S. 289–291 (biodiversitylibrary.org).
- Beschreibung einiger neuen Amaryllidae, Hippeastrum warscewiczianum. In: Allgemeine Gartenzeitung – Eine Zeitschrift für Gärtnerei und alle damit in Beziehung stehenden Wissenschaften. In Verbindung mit den tüchtigen Gärtnern und Botanikern des In- und Auslandes. Band 23, Nr. 1, 1855, S. 1–2 (biodiversitylibrary.org).